# Мерчисон, Айра
Айра Джеймс Мерчисон (англ. Ira James Murchison; 6 февраля 1933, Чикаго, Иллинойс — 28 марта 1994, Харви, Иллинойс) — американский спринтер, чемпион летних Олимпийских игр 1956 года в Мельбурне, мировой рекордсмен.

## Биография
Мерчисон учился в средней школе Филлипса. Он был известен своей исключительной стартовой скоростью, за что получил прозвище «Человек-спутник».
Перед Олимпийскими играми в Мельбурне Мерчисон дважды установил мировой рекорд в беге на 100 метров (10,2 с), а в Берлине — новый мировой рекорд — 10,1 с, таким образом став одним из фаворитов на получение золотой олимпийской медали в беге на 100 метров. Но в Мельбурне Мерчисону удалось финишировать только на четвёртом месте. Он также пробежал первый этап эстафеты 4×100 метров в Соединённых Штатах и помог американской команде завоевать золотую медаль, установив мировой рекорд (39,5 с).
В 1957 году Мерчисон повторил мировой рекорд в беге на 100 ярдов (91 м) — 9,3 с. Будучи студентом Университета Западного Мичигана, выиграл чемпионат Национальной ассоциации студенческого спорта (NCAA) 1958 года в беге на 100 ярдов (91 м). На Панамериканских играх 1963 года Мерчисон финишировал третьим в беге на 100 метров и помог американской эстафетной команде 4×100 метров выиграть золотую медаль.
В 1970-х Мерчисон был тренером женской команды по лёгкой атлетике в Чикаго. Одной из женщин, которых он тренировал, была участница Олимпийских игр 1976 года Розалин Брайант.
Айра Мерчисон умер от рака в Харви (штат Иллинойс) в возрасте 61 года.